# جام خیریه انگلستان ۱۹۵۹
 جام خیریه انگلستان ۱۹۵۹ ، ۳۷امین رقابت سالانه مابین قهرمانان لیگ دسته اول فوتبال انگلستان و جام حذفی فوتبال انگلستان است.
این مسابقه در تاریخ ۱۵ آگوست ۱۹۵۹ مابین تیم‌های ولورهمپتون و ناتینگهام فارست در ورزشگاه مولینکس ولورهمپتون برگزار شده‌است.
تیم ناتینگهام فارست در این مسابقه با نتیجه سه بر یک به پیروزی رسیده.

## جزئیات مسابقه
| ولورهمپتون            | ۳ – ۱ | ناتینگهام فارست |
| --------------------- | ----- | --------------- |
| برودبنت · لیل · مورای |       | ویلسون          |